# کتاب‌شناسی ژول ورن

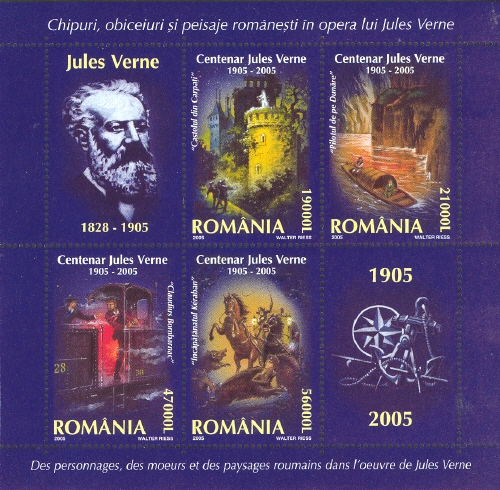

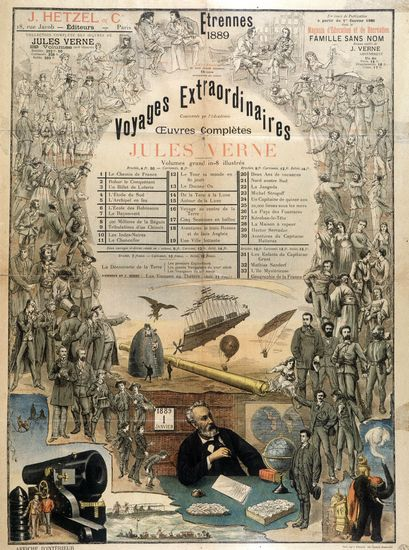

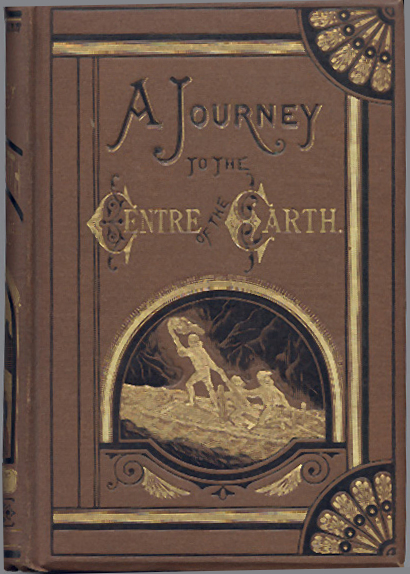

ژول ورن (انگلیسی: Jules Verne) (۱۸۲۸–۱۹۰۵ م) رمان‌نویس، شاعر و نمایشنامه‌نویس فرانسوی بود. نامدارترین داستان وی، سفرهای شگفت‌انگیز است. او داستان‌ها و داستانک‌ها و مقالات گوناگون دیگری نیز  نوشته و اشعار مختلفی را سروده است. آثار او تأثیر ژرفی بر داستان‌های علمی-تخیلی و سورئالیسم نهاده و برای استفاده نوآورانه از فنون ادبی مدرنیستی مانند خودبسندگی و ترکیبی پیچیده از ایدئولوژی‌های اثبات‌گرایی و عاشقانه نامور هستند.

## داستان‌های مجموعه سفرهای شگفت‌انگیز
سفرهای شگفت‌انگیز مجموعه‌ای از داستان‌های ماجراجویانه و علمی ـ تخیلی نوشته ژول ورن نویسندهٔ نامدار فرانسوی است که در اصل بین سال‌های ۱۸۶۳ تا ۱۹۰۵ نوشته و تکمیل گردید. چند داستان از این مجموعه بعد از مرگ ژول ورن به‌دست پسرش میشل ورن بازنویسی شد.

### داستان‌های منتشره در زمان زندگی ژول ورن
پنجاه و چهار داستان اصلی از مجموعه در زمان حیات ژول ورن منتشر شده است. فهرست، نام رایج انگلیسی، ترجمه فارسی و تاریخ نخستین انتشار به صورت کتاب کامل در جدول زیر آمده است:
| ردیف | سال انتشار | عنوان فارسی                                          | عنوان انگلیسی                                                         | عنوان فرانسوی                                      | توضیحات                                             |
| ---- | ---------- | ---------------------------------------------------- | --------------------------------------------------------------------- | -------------------------------------------------- | --------------------------------------------------- |
| ۱    | ۱۸۶۲       | شانتلین                                              |                                                                       | Le comte de chanteleine                            |                                                     |
| ۲    | ۱۸۶۳       | پنج هفته در بالن                                     | Five Weeks in a Balloon                                               | Cinq Semaines en ballon                            |                                                     |
| ۳    | ۱۸۶۶       | ماجراهای کاپیتان هاتراس (هجوم تکه یخ ها)             | The Adventures of Captain Hatteras                                    | Voyages et aventures du capitaine Hatteras         |                                                     |
| ۴    | ۱۸۶۷       | سفر به اعماق زمین                                    | Journey to the Center of the Earth                                    | Voyage au centre de la Terre                       |                                                     |
| ۵    | ۱۸۶۸       | از زمین تا کره ماه                                   | From the Earth to the Moon                                            | De la Terre à la Lune                              |                                                     |
| ۶    | ۱۸۶۷–۶۸    | فرزندان کاپیتان گرانت (فرزندان ناخدا گرانت)          | In Search of the Castaways                                            | Les Enfants du capitaine Grant                     |                                                     |
| ۷    | ۱۸۷۱       | بیست هزار فرسنگ زیر دریا                             | Twenty Thousand Leagues Under the Sea                                 | Vingt Mille Lieues sous les mers                   |                                                     |
| ۸    | ۱۸۷۰       | در مدار ماه                                          | Around The Moon                                                       | Autour de la lune                                  |                                                     |
| ۹    | ۱۸۷۱       | شهر شناور                                            | A Floating City                                                       | Une ville flottante                                | چاپ اول                                             |
| ۱۰   | ۱۸۷۲       | ماجراهای آفریقا                                      | The Adventures of Three Englishmen and Three Russians in South Africa | Aventures de trois Russes et de trois Anglais mers |                                                     |
| ۱۱   | ۱۸۷۳       | سوداگران پوست (کشور خزها)                            | The Fur Country                                                       | Le Pays des fourrures                              |                                                     |
| ۱۲   | ۱۸۷۳       | دور دنیا در هشتاد روز                                | Around the World in Eighty Days                                       | Le Tour du monde en quatre-vingts jours            |                                                     |
| ۱۳   | ۱۸۷۴-۵     | جزیره اسرارآمیز (جزیره ناشناخته)                     | The Mysterious Island                                                 | L'Île mystérieuse                                  |                                                     |
| ۱۴   | ۱۸۷۵       | نجات یافتگان کشتی شانسلور (کشتی شکستگان)             | The Survivors of the Chancellor                                       | Le Chancellor                                      |                                                     |
| ۱۵   | ۱۸۷۶       | میشل استروگف                                         | Michael Strogoff                                                      | Michel Strogoff                                    |                                                     |
| ۱۶   | ۱۸۷۷       | هکتور سرواداک (درسیارات چه می‌گذرد)                   | Off on a Comet                                                        | Hector Servadac                                    |                                                     |
| ۱۷   | ۱۸۷۷       | اسرار معدن ذغال سنگ(شهر زیرزمینی)(سرزمین تاریکی)     | The Child of the Cavern                                               | Les Indes noires                                   |                                                     |
| ۱۸   | ۱۸۷۸       | کاپیتان ۱۵ساله                                       | Dick Sand, A Captain at Fifteen                                       | Un capitaine de quinze ans                         |                                                     |
| ۱۹   | ۱۸۷۹       | پانصد میلیون ثروت (شهر پولادین)(زیرزمین اژدها)       | The Begum's Millions                                                  | Les Cinq Cents Millions de la Bégum                |                                                     |
| ۲۰   | ۱۸۷۹       | دیوار چین (گرفتاری‌های یک چینی در چین)(نبرد زندگی)    | Tribulations of a Chinaman in China                                   | Les Tribulations d'un chinois en Chine             |                                                     |
| ۲۱   | ۱۸۸۰       | خانه متحرک(مهاجمان و فیل آهنین) (شورش)               | The Steam House                                                       | La Maison à vapeur                                 |                                                     |
| ۲۲   | ۱۸۸۱       | هشتصد فرسنگ در آمازون (جنگل‌های تاریک آمازون)         | Eight Hundred Leagues on the Amazon                                   | La Jangada                                         |                                                     |
| ۲۳   | ۱۸۸۲       | مدرسه رابینسون‌ها (جزیره وحشیان)(بازماندگان)          | Godfrey Morgan                                                        | L'École des Robinsons                              |                                                     |
| ۲۴   | ۱۸۸۲       | اشعه سبز                                             | The Green Ray                                                         | Le Rayon vert                                      |                                                     |
| ۲۵   | ۱۸۸۳       | کارابان لجباز(آمازیا)(میراث)                         | Kéraban the Inflexible                                                | Kéraban-le-têtu                                    |                                                     |
| ۲۶   | ۱۸۸۴       | ستاره جنوب                                           | The Vanished Diamond                                                  | L'Étoile du sud                                    |                                                     |
| ۲۷   | ۱۸۸۴       | جزیره‌ای در آتش                                       | The Archipelago on Fire                                               | L'Archipel en feu                                  |                                                     |
| ۲۸   | ۱۸۸۴       | اسرار کشتی سینتیا                                    |                                                                       | lepave du cynthia                                  | در سری از رمان های سفرهای شگفت انگیز منتشر شده است. |
| ۲۹   | ۱۸۸۵       | ماتیاس ساندورف (دلاور)                               | Mathias Sandorf                                                       | Mathias Sandorf                                    |                                                     |
| ۳۰   | ۱۸۸۶       | بلیت لاتاری (جایزه بزرگ) (شانس بزرگ)(آخرین هدیه)     | The Lottery Ticket                                                    | Un billet de loterie                               |                                                     |
| ۳۱   | ۱۸۸۶       | روبر فاتح (فاتح آسمانها)                             | Robur the Conqueror                                                   | Robur-le-Conquérant                                |                                                     |
| ۳۲   | ۱۸۸۷       | شمال در برابر جنوب                                   | North Against South                                                   | Nord contre Sud                                    |                                                     |
| ۳۳   | ۱۸۸۷       | پرواز به فرانسه                                      | The Flight to France                                                  | Le Chemin de France                                |                                                     |
| ۳۴   | ۱۸۸۸       | تعطیلات دوساله (آوارگان جزیره)                       | Two Years' Vacation                                                   | Deux Ans de vacances                               |                                                     |
| ۳۵   | ۱۸۸۹       | خانواده ناشناس                                       | Family Without a Name                                                 | Famille-sans-nom                                   |                                                     |
| ۳۶   | ۱۸۸۹       | خرید قطب شمال                                        | The Purchase of the North Pole                                        | Sans dessus dessous                                |                                                     |
| ۳۷   | ۱۸۹۰       | سزار کازابل (آقای سزار)(سفر پرماجرا)(جهانگردان جسور) | César Cascabel                                                        | César Cascabel                                     |                                                     |
| ۳۸   | ۱۸۹۱       | گمشدگان اقیانوس                                      | Mistress Branican                                                     | Mistress Branican                                  |                                                     |
| ۳۹   | ۱۸۹۲       | قلعه کارپات‌ها (قلعه مرموز)                           | Carpathian Castle                                                     | Le Château des Carpathes                           |                                                     |
| ۴۰   | ۱۸۹۲       | کلودیوس بومبارناک                                    | Claudius Bombarnac                                                    | Claudius Bombarnac                                 |                                                     |
| ۴۱   | ۱۸۹۳       | میک بچهٔ سر راهی(فرزند ایرلند)                        | Foundling Mick                                                        | P’tit-Bonhomme                                     |                                                     |
| ۴۲   | ۱۸۹۴       | کاپیتان آنتیفر                                       | Captain Antifer                                                       | Mirifiques Aventures de Maître Antifer             |                                                     |
| ۴۳   | ۱۸۹۵       | جزیره شناور                                          |                                                                       | L'Île à hélice                                     |                                                     |
| ۴۴   | ۱۸۹۶       | در برابر پرچم (تونل زیردریایی)                       | Facing the Flag                                                       | Face au drapeau                                    |                                                     |
| ۴۵   | ۱۸۹۶       | کلوویس داردنتور                                      | Clovis Dardentor                                                      | Clovis Dardentor                                   |                                                     |
| ۴۶   | ۱۸۹۷       | اسرار قطب جنوب (ابولهول یخ‌ها)(کاشفین قطب جنوب)       | An Antarctic Mystery                                                  | Le Sphinx des glaces                               |                                                     |
| ۴۷   | ۱۸۹۸       | اورینوکو باشکوه                                      | The Mighty Orinoco                                                    | Le Superbe Orénoque                                |                                                     |
| ۴۸   | ۱۸۹۹       | اراده یک عجیب و غریب                                 | The Will of an Eccentric                                              | Le Testament d'un excentrique                      |                                                     |
| ۴۹   | ۱۹۰۰       | پرچم دورافتاده                                       | The Castaways of the Flag                                             | Seconde Patrie                                     |                                                     |
| ۵۰   | ۱۹۰۱       | روستای هوایی(انسانهای میمون نما)                     | The Village in the Treetops                                           | Le Village aérien                                  |                                                     |
| ۵۱   | ۱۹۰۱       | مار دریایی(اژدهای دریایی)                            | The Sea Serpent                                                       | Les Histoires de Jean-Marie Cabidoulin             |                                                     |
| ۵۲   | ۱۹۰۲       | برادران ماجراجو(برادران کیپ)(قاتلان در آینه)         | The Kip Brothers                                                      | Les Frères Kip                                     |                                                     |
| ۵۳   | ۱۹۰۳       | کمک هزینه تحصیلی                                     | Traveling Scholarships                                                | Bourses de voyage                                  |                                                     |
| ۵۴   | ۱۹۰۴       | یک درام در لیوونی (حادثه‌ در لیونی)(ماجرای یک شهر)    | A Drama in Livonia                                                    | Un drame en Livonie                                |                                                     |
| ۵۵   | ۱۹۰۴       | صاحب جهان (ارباب گیتی)(سفینه مهیب)                   | Master of the World                                                   | Maître du monde                                    |                                                     |
| ۵۶   | ۱۹۰۵       | هجوم دریا (سفر به صحرای اسرارآمیز)                   | Invasion of the Sea                                                   | L'Invasion de la mer                               |                                                     |
| ۵۷   |            | جزیره یخبندان                                        | Frozen Island                                                         |                                                    |                                                     |

### داستان‌های منتشره پس از مرگ ژول ورن
این داستان‌ها به‌دست خود ژول ورن نگارش شده بود که پس از مرگش توسط پسرش میشل ورن ویرایش و منتشر گردید.
| ردیف | سال انتشار | عنوان فارسی                         | عنوان انگلیسی                      | عنوان فرانسوی                             | توضیحات |
| ---- | ---------- | ----------------------------------- | ---------------------------------- | ----------------------------------------- | ------- |
| ۱    | ۱۹۰۵       | فانوس دریایی آخر دنیا(فانوس دریایی) | Lighthouse at the End of the World | Le Phare du bout du monde                 |         |
| ۲    | ۱۹۰۶       | آتشفشان طلا                         | The Golden Volcano                 | Le Volcan d’or                            |         |
| ۳    | ۱۹۰۷       | آژانس مسافرتی تامپسون               | The Thompson Travel Agency         | L’Agence Thompson and Co                  |         |
| ۴    | ۱۹۰۸       | شکار شهاب                           | The Chase of the Golden Meteor     | La Chasse au météore                      |         |
| ۵    | ۱۹۰۸       | ناخدای دانوب(سرژ لادکو)             | The Danube Pilot                   | Le Pilote du Danube                       |         |
| ۶    | ۱۹۰۹       | وارثان آقای جاناتان                 | "The Survivors of the "Jonathan"   | Les Naufragés du "Jonathan                |         |
| ۷    | ۱۹۱۰       | راز ویلیام استوریتز (نامزد نامرئی)  | The Secret of Wilhelm Storitz      | Le Secret de Wilhelm Storitz              |         |
| ۸    | ۱۹۱۹       | ماموریت بار ساک                     | The Barsac Mission                 | L’Étonnante Aventure de la mission Barsac |         |

## داستانک‌ها (داستان‌های کوتاه)
| نام اثر     | سال  | عنوان فرانسوی    |
| ----------- | ---- | ---------------- |
| مارتین پاژ  | ۱۸۵۲ | MartinPaz        |
| ارباب زکریا | ۱۸۵۴ | Maître Zacharius |

## نمایش‌نامه‌ها
| نام اثر    | سال  | عنوان فرانسوی     |
| ---------- | ---- | ----------------- |
| کولی مایار | ۱۸۵۳ | Le Colin-Maillard |

## کتاب‌ غیرداستانی
| نام اثر                            | سال     | عنوان فرانسوی                                        |
| ---------------------------------- | ------- | ---------------------------------------------------- |
| جغرافیای مصور فرانسه و مستعمرات آن | ۱۸۶۶–۶۸ | Géographie illustrée de la France et de ses colonies |